# Differentiell algebraisk grupp
Inom matematiken är en differentiell algebraisk grupp en differentiell algebraisk varietet med en kompatibel gruppstruktur. Differentiella algebraiska grupper infördes av Cassidy (1972).